# Fórum Amastriano

O Fórum Amastriano está localizado próximo da seção média das muralhas da costa, a nordeste do Porto de Eleutério e próximo do Mireleu

Amastriano (em latim: Amastrianum; em grego: τά Αμαστριανοῦ; romaniz.: ta Amastrianoú) ou Fórum Amastriano foi uma praça pública (fórum) na cidade de Constantinopla (agora Istambul). Usado também como lugar para mutilações públicas e execuções, desapareceu completamente após o fim do Império Bizantino. Suas localizações propostas ainda não foram escavadas.
Era adornado por diversas estátuas pagãs e devido à sua localização nas cercanias dos celeiros de Teodósio e do Egito, bem como do Porto de Eleutério, possuía um edifício chamado Módio no qual havia uma representação em prata do módio, a principal unidade de medida seca dos romanos que era usada essencialmente para o comércio de grãos. Além disso, neste mesmo edifício, duas mãos em bronze presas a lanças eram um aviso para os comerciantes que tentassem trapacear nas negociações.

## Localização
Administrativamente, foi incluído na Região IX (IX Regio), porém sua localização precisa ainda é desconhecida: no trabalho Sobre as Cerimônias escrito pelo imperador Constantino VII Porfirogênito (r. 913–959), diz-se que estava situada ao longo da ramificação sul da Mese (a principal via da cidade), entre o Filadélfio e o Fórum do Boi, ambos lugares de passagem das procissões imperiais do Grande Palácio e indo para a parte ocidental da cidade.
Por causa disso, o Amastriano deveria ter ficado no vale do riacho Lico, entre a sétima e a terceira colinas de Constantinopla a meio caminho entre os bairros modernos de Şehzadebaşı e Aksaray. De acordo com outra fonte, ela estava numa zona de planície da encosta sul da quarta colina de Constantinopla, mais ou menos onde as atuais avenidas Atatürk e Şehzadebaşı Caddesi se cruzam. Suas localizações propostas, contudo, ainda não foram escavadas.

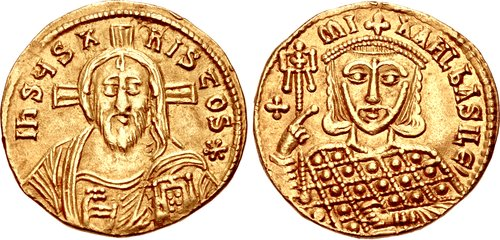
Soldo de

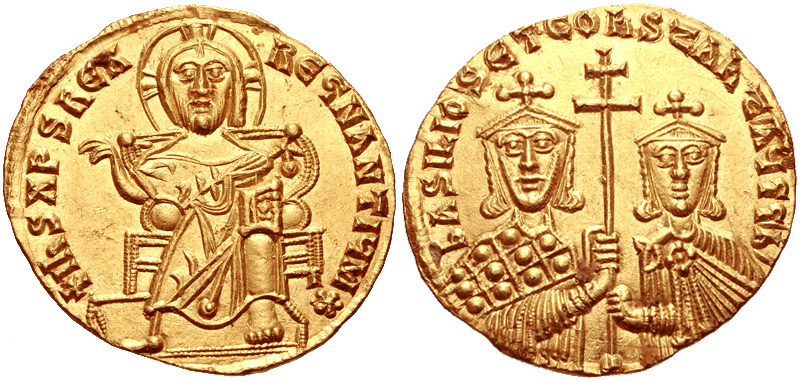
Soldo de

## História
Nenhuma fonte bizantina define diretamente o Amastriano como um fórum, mas a partir do contexto é certo que era uma praça pública. Seu nome deriva da cidade de Amástris (moderna Amasra) na Paflagônia (uma região da costa do mar Negro ao norte da Anatólia central), ou porque alguém daquela cidade veio a Constantinopla fazer negócios e foi morto aqui, ou porque foi o lugar de execução de delinquentes, e os paflagônios tinham uma reputação de serem criminosos. De acordo com a Patrologia Latina, a praça recebeu duas estátuas, respectivamente de um paflagônio e de seu escravo, ambas sempre cobertas com lixo e excrementos.
Na verdade, o bairro tinha uma reputação muito ruim, e testemunhou várias execuções. Foi ali que Miguel III, o Ébrio (r. 842–867) mandou queimar o corpo exumado do imperador iconoclasta Constantino V (r. 741–775) e Basílio I, o Macedônio (r. 867–886) queimou os escravos responsáveis por terem matado seus mestres. Em 932, Romano I Lecapeno (r. 920–944) mandou queimar na fogueira Basílio Mão-de-Cobre, que assumiu a identidade do usurpador Constantino Ducas para liderar uma rebelião na Bitínia. Durante o período bizantino, o Amastriano foi também o centro de comércio de cavalos na cidade.

## Arquitetura

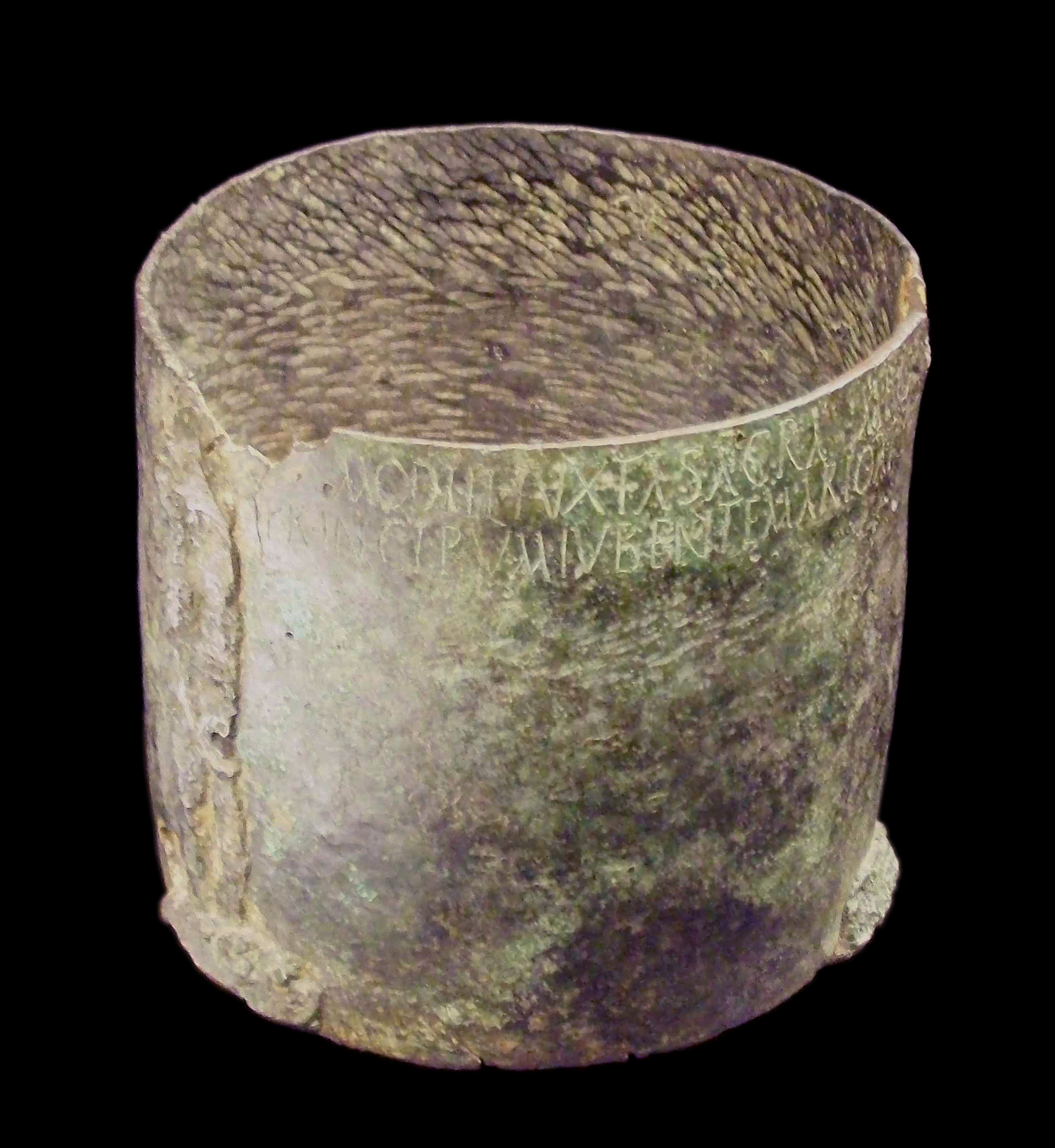
Um módio de bronze do século IV. O exemplar de prata exposto no Amastriano parecia como este.

Supõe-se que o fórum possuía uma planta retangular. Foi adornado com várias estátuas pagãs: entre elas, uma de Zeus como Hélio e uma de Herácles dormindo. Além disso, grupos de tartarugas e pássaros, e 16 estátuas de patos adornavam-o. A praça foi delimitada por uma cerca de mármore cujas pequenas colunas foram adornadas com o crescente. Os estranhos ornamentos, junto com sua utilização como local de execução, espalharam entre a população a crença de que o Amastriano foi habitado por demônios.
De acordo com o Parastaseis syntomoi chronikai (um guia bizantino da cidade escrito no século VIII–IX), na praça havia também um edifício chamado Módio (em latim: Modius; em grego: Μόδιον; romaniz.: Modion). Este marco, construído na frente da casa de um certo Cratero, tinha uma planta central com colunas que ostentavam uma abóbada coberta por uma pirâmide. O edifício abrigou um exemplar em prata do módio, a maior unidade de medida seca romana e foi usado principalmente no comércio de cereais. O exemplar em exibição devia representar o padrão para esta unidade no Império Bizantino. A fachada do monumento ostentava também duas mãos de bronze fixadas em lanças.
Estas eram supostos alertas para os comerciantes de trigo contra a trapaça usando medidas falsas: houve trapaceiros que tiveram sua mão direita cortada, como aconteceu no século V com dois marinheiros acusados de terem fraudado o imperador enquanto vendiam seus cereais. A localização do monumento não foi acidental: a praça não estava longe dos depósitos de trigo egípcio e teodosiano, ambos localizados próximos do Porto de Eleutério. O Módio teria sido erigido pelo imperador Valentiniano I (r. 364–375), que introduziu este padrão em Constantinopla. Uma estátua dele carregando um módio estava sob a abóbada do monumento. Ao longo dos anos o significado original das mãos de bronze foi esquecido e o local foi então usado para punir criminosos, muitas vezes através de mutilação.